# Otto Dinger
Otto Dinger (* 25. August 1860 in Düsseldorf; † 22. Januar 1928 in Berlin) war ein deutscher Porträt-, Genre- und Landschaftsmaler sowie Grafiker und Illustrator der Düsseldorfer Schule.

## Leben
Dinger, Sohn des Düsseldorfer Malers und Kupferstechers Fritz Dinger und dessen Ehefrau Maria, geborene Nohl (1830–1915), studierte von 1878 bis 1883 an der Kunstakademie Düsseldorf, wo er sich besonders im Porträt- und Genrefach ausbilden ließ. Wie sein Vater war er Mitglied des Düsseldorfer Künstlervereins Malkasten. 1885 ging er in die Vereinigten Staaten und arbeitete einige Jahre für William Wehner als Panorama-Maler in Milwaukee, Wisconsin. 1889 kehrte er nach Deutschland zurück und ließ sich in Charlottenburg bei Berlin nieder. Ab 1890 studierte er bei Karl Köpping an der Berliner Akademie. 1891 stellte er erstmals in Berlin aus. Sein Werk bestand damals aus Ölgemälden, Stichen und Aquarellen. Ende des 19. Jahrhunderts unternahm er eine Reise nach Brasilien. 1899 hatte er dort eine Einzelausstellung in Porto Alegre. Von 1904 bis 1911 war Dinger auf der Großen Berliner Kunstausstellung mit Radierungen vertreten.

## Werke (Auswahl)
- Windmühle in Milwaukee, 1888
- Abend am Fox River, 1888

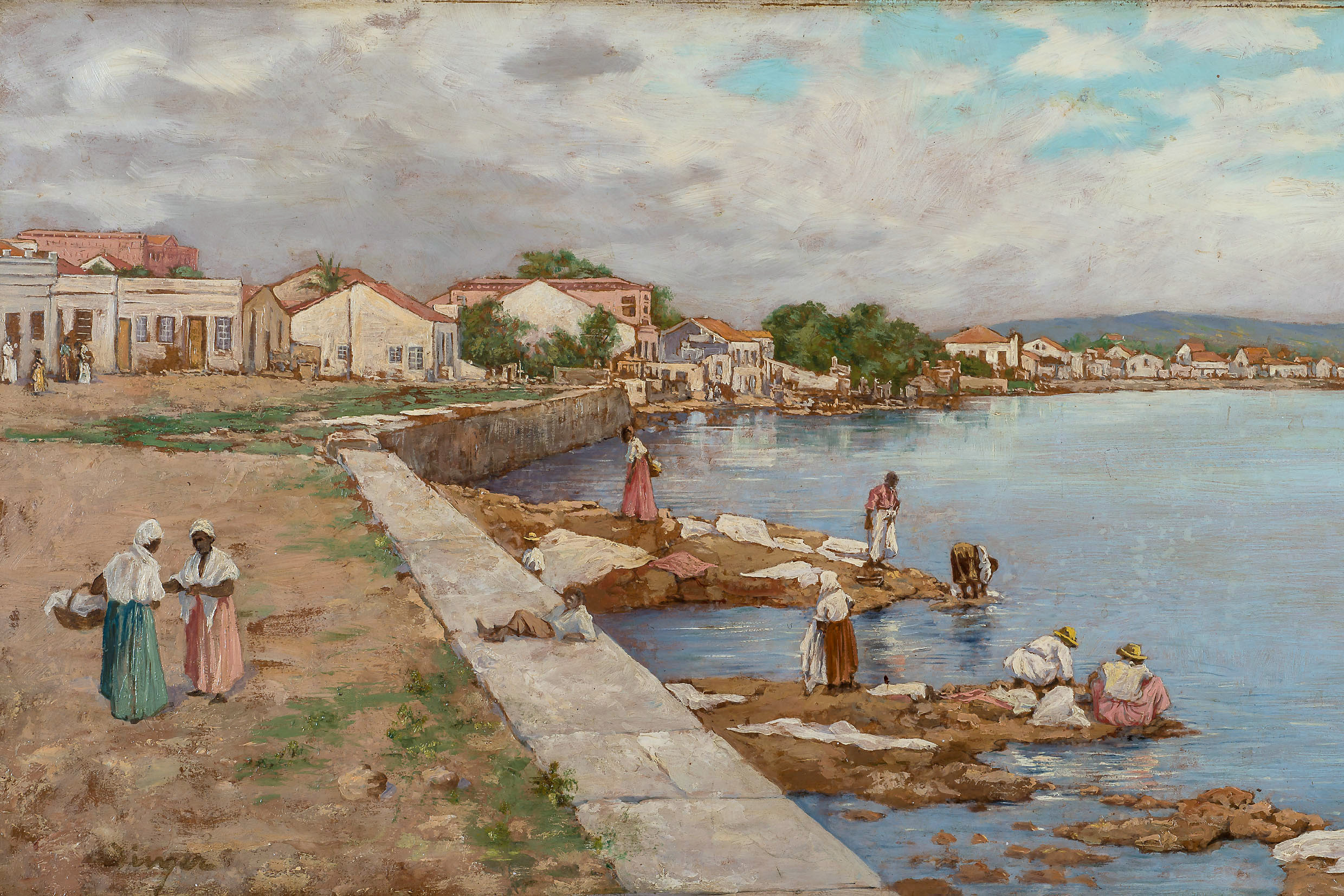
Wäscherinnen am Ufer von Riacho, 1899

- Rastende Feldarbeiter in weiter Landschaft bei Porto Alegre, 1898
- Bauer mit Sklaven und Ochsengespannen auf dem Feld, 1899
- Wäscherinnen am Ufer von Riacho, 1899
- Winter in Berlin, nach 1900